# A New Machine
«A New Machine» («Новая Машина») — песня группы Pink Floyd с альбома 1987 года A Momentary Lapse of Reason. Разделена на две части — Part 1 (Часть 1), записанную восьмым, и Part 2 (Часть 2), записанную десятым по счёту треками. Одна часть «A New Machine» предваряет, а другая завершает композицию «Terminal Frost».
Автор «A New Machine» — Дэвид Гилмор, он же исполняет вокальную партию в композиции.

## О композиции
Композиция «A New Machine» была написана примерно за два года до начала работы над альбомом A Momentary Lapse of Reason.
Композиция представляет собой вокальную партию, исполняемую Гилмором в сопровождении редких проигрышей на органе. Голос Гилмора, скорее произносящего, чем поющего слова песни, был изменён при этом с помощью «Вокодера». Автор назвал эту композицию экспериментальной:

A New Machine имеет звук, который я не слышал ни у кого. Шумовые фильтры, вокодеры, открыли нечто новое, что мне показалось чудесным звуковым эффектом, который никто не делал; это своего рода нововведение.
Оригинальный текст (англ.)A New Machine has a sound I've never heard anyone do. The noise gates, the Vocoders, opened up something new which to me seemed like a wonderful sound effect that no one had done before; it's innovation of a sort.

Композиция исполнялась на концертах мирового турне 1987—1989 годов A Momentary Lapse of Reason. Первая часть «A New Machine» следовала за песней «Learning to Fly», после первой части звучала композиция «Terminal Frost», а за ней — вторая часть «A New Machine» перед «Sorrow». Как и «Terminal Frost», обе части «A New Machine» официально не были изданы в концертном исполнении — их не включили ни в концертный сборник Delicate Sound of Thunder, ни в видеоверсию концерта Delicate Sound of Thunder.
Дэвид Гилмор утверждал, что название композиции «A New Machine» не имеет никакой связи с композицией с альбома Wish You Were Here «Welcome to the Machine»
Энди Маббетт, редактор журнала The Amazing Pudding и автор ряда книг о Pink Floyd, отметил «A New Machine» как «худшую композицию группы, по крайней мере после 1970 года».

## Участники записи
- Дэвид Гилмор — вокал, Вокодер, синтезатор;
- Пэт Леонард — синтезатор;